# Laplaceův operátor
Laplaceův operátor je diferenciální operátor definovaný jako divergence gradientu skalárního, nebo obecně tenzorového pole nazvaný podle Pierre-Simona Laplace. Je-li aplikován na skalární pole, výsledkem je skalární pole, je-li aplikován na tenzorové pole, výsledkem je tenzorové pole stejného řádu. Značí se symbolem {\displaystyle \Delta }.

## Definice
Laplaceův operátor je definován jako působení skalárního součinu operátorů nabla na funkci {\displaystyle f:\mathbb {R} ^{3}\rightarrow \mathbb {R} }:
{\displaystyle \Delta f=\mathrm {div} \,\mathrm {grad} \,\ f=\nabla ^{2}f={\frac {\partial ^{2}f}{\partial x^{2}}}+{\frac {\partial ^{2}f}{\partial y^{2}}}+{\frac {\partial ^{2}f}{\partial z^{2}}}}.
V {\displaystyle n}-rozměrném prostoru lze Laplaceův operátor vyjádřit působením operátoru delta na funkci {\displaystyle f=f(x_{1},\ldots ,x_{n})}:
{\displaystyle \Delta f={\frac {\partial ^{2}f}{\partial x_{1}^{2}}}+\cdots +{\frac {\partial ^{2}f}{\partial x_{n}^{2}}}}.
Obecně pro {\displaystyle p>1} se diferenciální operátor {\displaystyle \Delta _{p}u=\nabla \cdot (||\nabla u||^{p-2}\nabla u)} nazývá p-Laplacián. Pro {\displaystyle p=2} se p-Laplacián redukuje na klasický Laplaceův operátor.

## d'Alembertův operátor
Speciálním případem Laplaceova operátoru je d'Alembertův diferenciální operátor (nazvaný podle Jeana le Rond d'Alemberta) pro čtyřrozměrný Minkowského prostor ve speciální teorii relativity při popisu dějů v prostoročasu či v relativistické formulaci kvantové teorie (viz Kleinova–Gordonova rovnice).
d'Alembertův operátor v kartézských souřadnicích je ve tvaru:
{\displaystyle \square f={\frac {\partial ^{2}f}{\partial (x_{1})^{2}}}+{\frac {\partial ^{2}f}{\partial (x_{2})^{2}}}+{\frac {\partial ^{2}f}{\partial (x_{3})^{2}}}-{\frac {\partial ^{2}f}{\partial (x_{0})^{2}}}}
nebo speciálně za použití souřadnic {\displaystyle x,y,z,ct} ve tvaru:
{\displaystyle \square f={\frac {\partial ^{2}f}{\partial x^{2}}}+{\frac {\partial ^{2}f}{\partial y^{2}}}+{\frac {\partial ^{2}f}{\partial z^{2}}}-{\frac {1}{c^{2}}}{\frac {\partial ^{2}f}{\partial {t}^{2}}}}.
V látkovém prostředí se někdy používá definice
{\displaystyle \square f=\Delta f-\mu \varepsilon {\frac {\partial ^{2}f}{\partial {t}^{2}}}=\Delta f-{\frac {N^{2}}{c^{2}}}{\frac {\partial ^{2}f}{\partial {t}^{2}}}},
kde {\displaystyle \mu ,\varepsilon } jsou permeabilita a permitivita daného materiálu a {\displaystyle N} je jeho index lomu.
Značí se značkou {\displaystyle \square ={\partial ^{2} \over \partial x^{2}}+{\partial ^{2} \over \partial y^{2}}+{\partial ^{2} \over \partial z^{2}}-{\frac {1}{c^{2}}}{\partial ^{2} \over \partial t^{2}}}
.

## Vyjádření v různých soustavách souřadnic
Je-li {\displaystyle f} skalární pole v daných souřadnicích, pak platí:
Ve válcových souřadnicích:
{\displaystyle \Delta f={1 \over r}{\partial  \over \partial r}\left(r{\partial f \over \partial r}\right)+{1 \over r^{2}}{\partial ^{2}f \over \partial \theta ^{2}}+{\partial ^{2}f \over \partial z^{2}}}.
Ve sférických souřadnicích:
{\displaystyle \Delta f={1 \over r^{2}}{\partial  \over \partial r}\left(r^{2}{\partial f \over \partial r}\right)+{1 \over r^{2}\sin \theta }{\partial  \over \partial \theta }\left(\sin \theta {\partial f \over \partial \theta }\right)+{1 \over r^{2}\sin ^{2}\theta }{\partial ^{2}f \over \partial \varphi ^{2}}}
nebo ekvivalentně:
{\displaystyle \Delta f={1 \over r}{\partial ^{2} \over \partial r^{2}}\left(rf\right)+{1 \over r^{2}\sin \theta }{\partial  \over \partial \theta }\left(\sin \theta {\partial f \over \partial \theta }\right)+{1 \over r^{2}\sin ^{2}\theta }{\partial ^{2}f \over \partial \varphi ^{2}}}.
V obecných ortogonálních souřadnicích má gradient s využitím Laméových koeficientů {\displaystyle h_{1}},{\displaystyle h_{2}},{\displaystyle h_{3}} tvar:
{\displaystyle \Delta f={\frac {1}{h_{1}h_{2}h_{3}}}\left({\frac {\partial }{\partial x_{1}}}\left({\frac {h_{2}h_{3}}{h_{1}}}{\frac {\partial f}{\partial x_{1}}}\right)+{\frac {\partial }{\partial x_{2}}}\left({\frac {h_{1}h_{3}}{h_{2}}}{\frac {\partial f}{\partial x_{2}}}\right)+{\frac {\partial }{\partial x_{3}}}\left({\frac {h_{1}h_{2}}{h_{3}}}{\frac {\partial f}{\partial x_{3}}}\right)\right)}.
Laplaceův operátor je invariantní vůči transformaci souřadnic.

## Užití
- Poissonova rovnice
- Vlnová rovnice
- Difuzní rovnice